# Comunicação em primatas
Muitos animais possuem a capacidade de comunicação, isto é, de transmitir informações que geram respostas em outros indivíduos. Para que a comunicação aconteça, os animais devem emitir sinais sonoros, visuais, táteis, químicos e até mesmo elétricos, como é o caso de alguns peixes elétricos. Já a recepção destes sinais ocorre devido aos sentidos presentes nos animais e as suas capacidades de percepção do ambiente, que dependem de órgãos sensoriais.
Entre os primatas não é diferente, e essa comunicação pode ser feita de diversas formas, como por exemplo, por gestos, expressões faciais e sons. Os gestos são caracterizados como movimentos dos membros e da cabeça, como a mudança de postura e o movimento dos braços. Já as expressões faciais são mudanças em músculos do rosto, sendo a musculatura facial dos primatas uma das mais complexas encontradas na natureza. Por fim, a produção de sons é uma das formas de comunicação mais estudadas em primatas, e é caracterizada pela emissão de sons que geram respostas em outros indivíduos da mesma espécie.
Ainda é muito debatida a presença ou não de um conteúdo simbólico no sistema de comunicação de primatas não humanos, especialmente na comunicação oral. Isso porque, embora as vocalizações desses primatas possam ter algum conteúdo, acredita-se que, em geral, a capacidade desses animais de elaborar e compreender sequências de sons complexas e providas de significados é muito limitada. Em contrapartida, os seres humanos (Homo sapiens) possuem grande habilidade em elaborar e compreender sequências complexas, podendo gerar infinitos significados a partir de sua linguagem oral. Apesar disso, existem evidências de que alguns primatas têm a capacidade de elaborar sequências de vocalizações com potencial para a geração de significado, mesmo que esse potencial seja muito menor do que o da linguagem humana.

## Comunicação oral em primatas

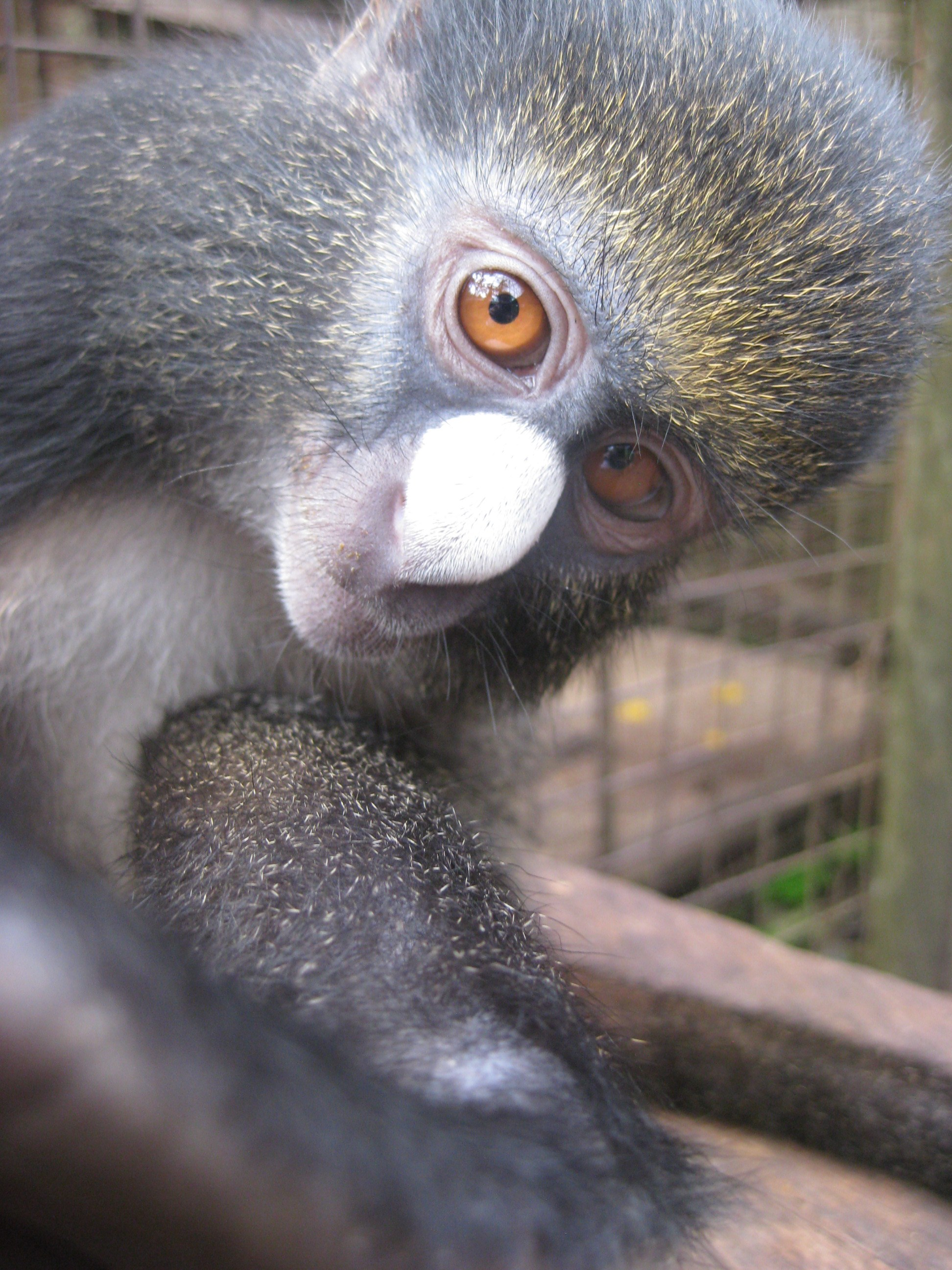
Macaco-de-nariz-branco (Cercopithecus nictitans)

Diversos tipos de primatas emitem sinais sonoros (chamadas), que sinalizam saudação, perigo (presença de predadores), comida, e até mesmo a intenção de viajar. Isso indica que o sistema de comunicação desses primatas possui alguma capacidade lexical, ou seja, possui unidades discretas. O número de chamadas varia de espécie para espécie, e pesquisadores debatem sobre o número exato delas para cada espécie. Algumas espécies variam esses "gritos de aviso" dependendo do predador (um chamado para predadores voadores, outro para predadores terrestres, etc.). Dessa forma, as chamadas em primatas podem ou não estar associadas a significados. Estudos demonstram que existem primatas que associam sons a conteúdos, como nos casos de quando há a sinalização de um predador muito específico, conforme observado no caso dos macacos-vervet. Por outro lado, na maioria das vezes, chamadas de som semelhantes estão ligadas a motivações semelhantes, como a alta excitação ao ver algo perigoso, e, nesse caso, não estariam associadas a um significado específico. Essas chamadas também podem variar de acordo com o contexto social, exprimindo relações de submissão e de dominância, o que é visto em chimpanzés (Pan troglodytes) e em macacos-rhesus (Macaca mulatta).
Alguns exemplos de chamadas de primatas que exprimem significados e os seus contextos:
- O macaco-de-nariz-branco (Cercopithecus nictitans) emite chamadas diferentes para sinalizar a presença de águias ou leopardos, ambos predadores, que são rapidamente compreendidos pelos outros macacos. Estes macacos, ao combinar chamadas, podem também indicar ao grupo o início de uma viagem.[9]
- O macaco-vervet (Cercopithecus aethiops) emite chamadas diferentes para sinalizar a presença de diferentes predadores, que evocam respostas diferentes nos membros do grupo. Por exemplo, alarmes que sinalizam leopardos os fazem subir nas árvores, os que sinalizam águias os fazem olhar para o céu e os que sinalizam serpentes olhar para o chão.[10]

## Evidências de sintaxe na comunicação oral de primatas

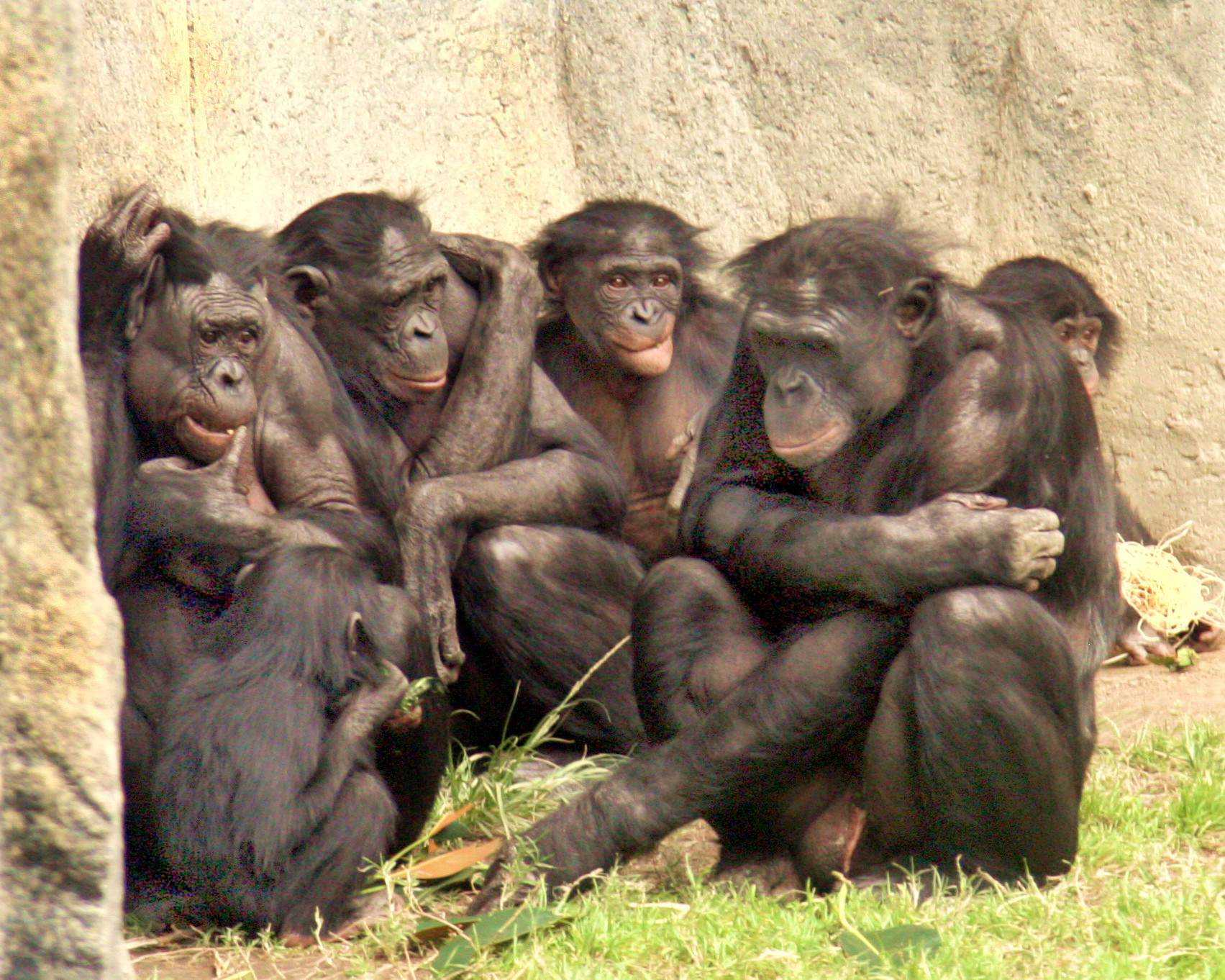
Grupo de bonobos (Pan paniscus)

Estudos vêm demonstrando que muitos primatas são capazes de combinar diversas chamadas únicas em sequências. Essas chamadas únicas, que podem carregar um significado, uma vez combinadas em estruturas maiores, podem exprimir uma gama ainda maior de significados. Imagine um repertório de dois tipos de sons, A e B, cada um deles exprimindo um significado. Caso sejam combinados, teremos as sequências AB, BA e as unidades isoladas A e B, ou seja, quatro significados. Consequentemente, a possibilidade de realização de combinações entre chamadas únicas, denominada sintaxe, oferece ao sistema de comunicação de alguns primatas a possibilidade de geração de significados. Essa capacidade, por muito tempo, era creditada apenas aos seres humanos. Ainda assim, é importante ressaltar que o sistema de combinação da linguagem humana (sintaxe humana) é exclusivo e extremamente complexo, enquanto, em outros primatas, a sintaxe é rudimentar.
Existem diversos registros de primatas que têm a capacidade de gerar sequências vocais, como por exemplo:
- Chimpanzés (Pan troglodytes) possuem um sistema de comunicação ordenado e flexível, com a capacidade de produzir sequências de chamadas únicas que podem ser combinadas e recombinadas.[6]
- Bonobos (Pan paniscus) possuem uma grande variabilidade de sequências formadas por chamadas únicas, as quais são usadas em uma ampla gama de contextos. Para cada comportamento diferente, existe um conjunto de sequências e suas variações associado.[11]
- Macacos-titi (Callicebus nigrifrons) combinam chamadas únicas de alarme em sequências maiores para indicar predadores, especificando o tipo de predador e a sua localização.[12]
- Macacos-campbell (Cercopithecus campbelli) machos emitem um tipo de chamada na presença de leopardos (krak), mas para indicar outros tipos de perigo com menor especificidade, emitem uma sequência dupla krak-oo. Ou seja, a presença do oo na sequência altera o significado de um krak isolado.[13]

## Comunicação oral em chimpanzés
Os chimpanzés (Pan troglodytes) possuem em seu repertório vocal várias chamadas isoladas que podem ser usadas em diferentes contextos, incluindo alarme, caça, alimentação e saudação. Além disso, esses primatas apresentam a capacidade de elaborar sequências de chamadas, em contextos de alimentação, nidificação, reprodução, saudação e viagem.
Ao lado dos seres humanos e dos outros grandes primatas, os chimpanzés compõem a família de primatas Hominidae, compartilhando diversas semelhanças com os seres humanos. Uma delas é a presença de comunicação baseada em um repertório vocal de unidades sonoras que podem ser combinadas entre si formando sequências. Nesses primatas, essas sequências são providas de uma estrutura hierárquica, sendo ela baseada em algumas regras, como indica o trabalho de Girard-Buttoz e colaboradores. Os autores demonstraram que os chimpanzés possuem um sistema vocal altamente versátil, com a capacidade de combinar e recombinar um conjunto de sons limitados de forma flexível. Assim, a capacidade de gerar sequências de chamadas únicas, que podem ser combinadas de formas diferentes, oferece à comunicação entre chimpanzés uma potencial geração de significados. Afinal, a combinação de chamadas únicas em sequências organizadas hierarquicamente pode estar relacionada com a produção de significados. No caso da comunicação humana, por exemplo, as unidades vocais se organizam em palavras, as quais se organizam em frases, que são estruturadas hierarquicamente e exprimem significados.

## Expressões faciais em primatas

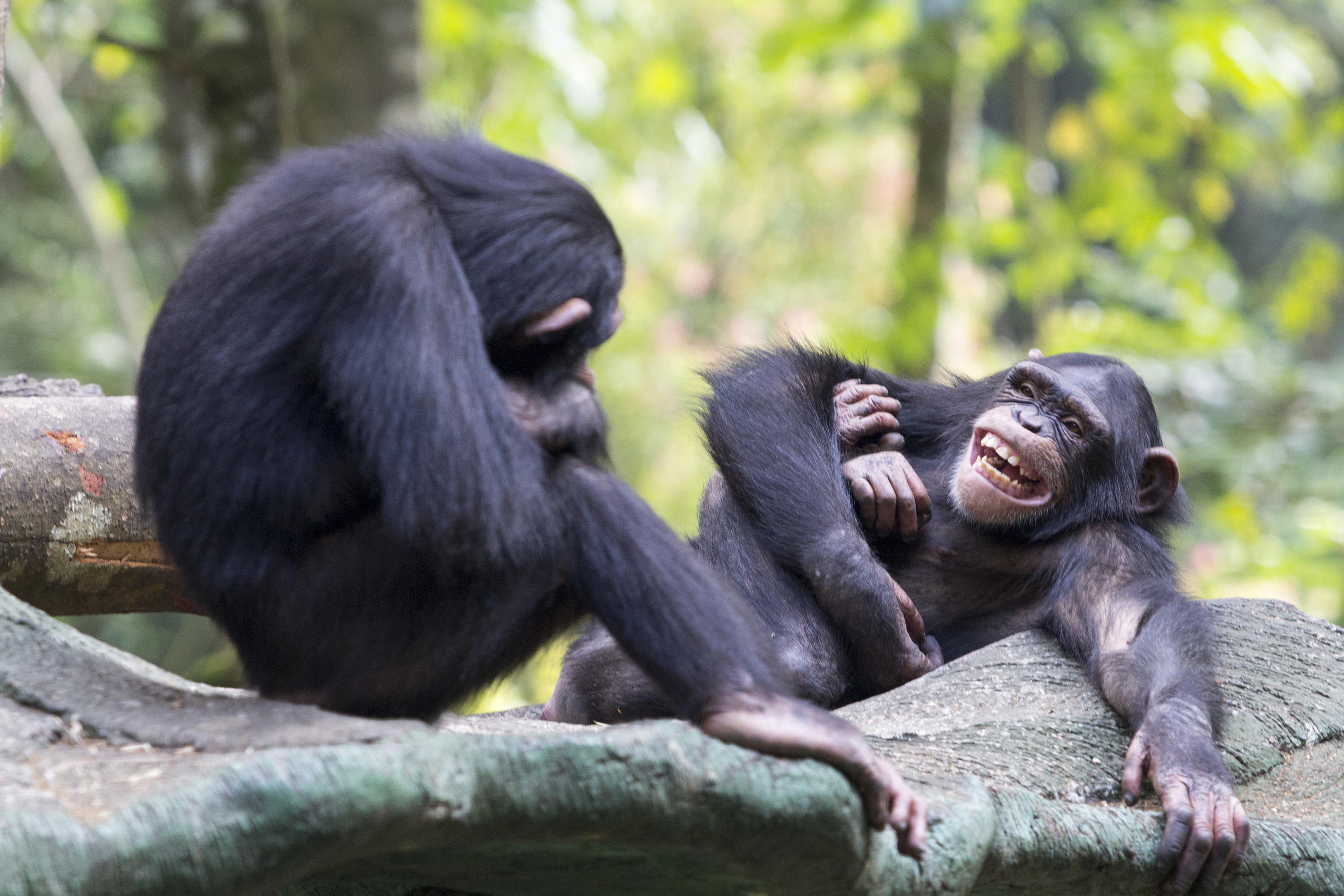
Dois chimpanzés (Pan troglodytes) interagindo entre si, onde um deles esboça uma expressão facial semelhante a um sorriso. Essa expressão facial é característica de chimpanzés e compõem parte da comunicação por meio de expressões faciais.

As expressões faciais são uma forma de comunicação intrinsecamente relacionada com as emoções que um indivíduo exprime em um determinado momento. As emoções são muito importantes em animais sociais como os primatas, uma vez que facilita a resposta adequada em várias situações, como na reprodução, em relações amistosas com os pares e também em relações agressivas. A musculatura facial mimética, altamente conservada entre os primatas, é a principal responsável pelas expressões faciais, sendo ela extremamente complexa. É importante destacar que a musculatura facial de seres humanos e a de chimpanzés são muito semelhantes, o que indica que o estudo comparativo dessa modalidade de comunicação pode ser importante para a compreensão da evolução das expressões faciais em seres humanos.
Por exemplo, estudos de expressões faciais em chimpanzés mostram que os chimpanzés são capazes de produzir expressões muito semelhantes a sorrisos, com os dentes à mostra, especialmente em situações onde devem demonstrar um comportamento de afinidade com outros indivíduos. Utilizados em contexto de brincadeira, por exemplo, esses sorrisos possivelmente são homólogos aos sorrisos humanos, expressos em contextos semelhantes.

## Gestos em primatas

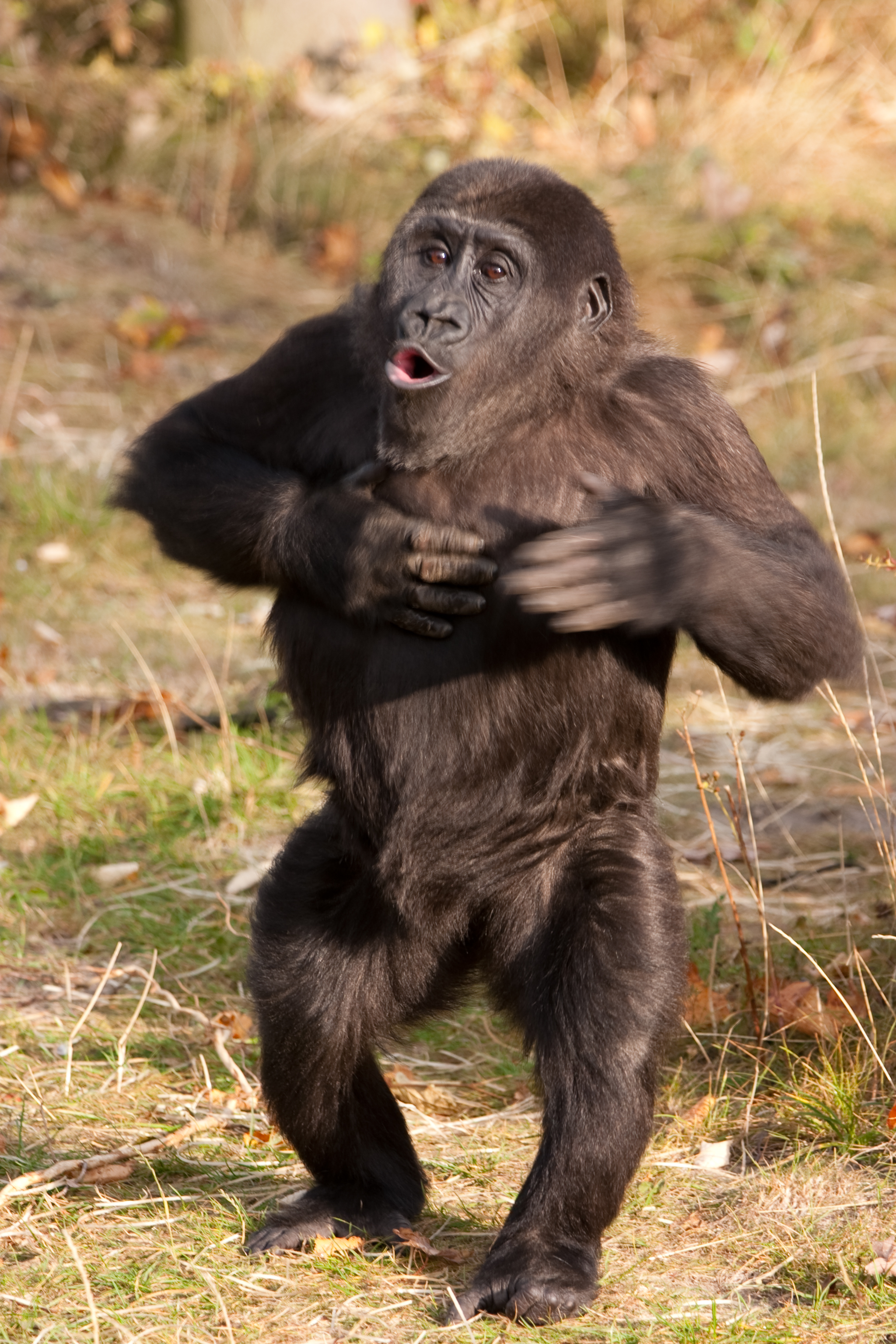
Gorila (Gorilla gorilla) filhote batendo em seu peito.

Os primatas não humanos, assim como nós, possuem a capacidade de se comunicar por meio de gestos. Um dos gestos que mais chama a atenção dos cientistas é o de apontar, observado em diversas espécies. Em seres humanos, é comum que esse gesto comece a ser utilizado desde a infância, sendo um dos primeiros elementos de comunicação que surge nas crianças. Enquanto ainda é difícil se referir aos objetos do mundo, as crianças costumam apontar para objetos e pessoas aos quais querem se referir. Estudos demonstraram que primatas não humanos também costumam apontar para se referenciar a outros primatas da mesma espécie ou seres humanos, e também para solicitar recompensas alimentares e objetos inacessíveis.
Entre os primatas, Call & Tomasello demonstraram que há variação no tamanho de repertórios de gestos entre as espécies, mas, em geral, ele varia entre 20 e 35 tipos de gestos. É importante destacar que mais da metade desses gestos foi realizada com as mãos, algo muito comum em seres humanos. Em diversos estudos foram verificados gestos táteis (como o toque entre indivíduos), gestos auditivos (como palmas) e gestos silenciosos (como acenar). Além disso, pesquisas indicam que especialmente orangotangos (gênero Pongo) e chimpanzés incorporam objetos nos seus gestos, como por exemplo, quando os orangotangos estendem comida a outro indivíduo do grupo, oferecendo-a e quando os chimpanzés chacoalham galhos para atrair a atenção de outro membro do grupo. Outro exemplo muito marcante de comunicação gestual em primatas é  o de os gorilas (Gorilla gorilla) machos baterem em seus peitos. Acredita-se que os sons produzidos pelo gesto indicam qual é o tamanho do emissor - por exemplo, machos grandes produzem sons de frequência mais baixa, enquanto machos menores produzem sons de frequência mais alta. Assim, o gesto mostra-se como uma exibição de tamanho e força tanto para atrair fêmeas quanto para intimidar rivais.

## Tentativas de ensinar linguagem humana a outros primatas

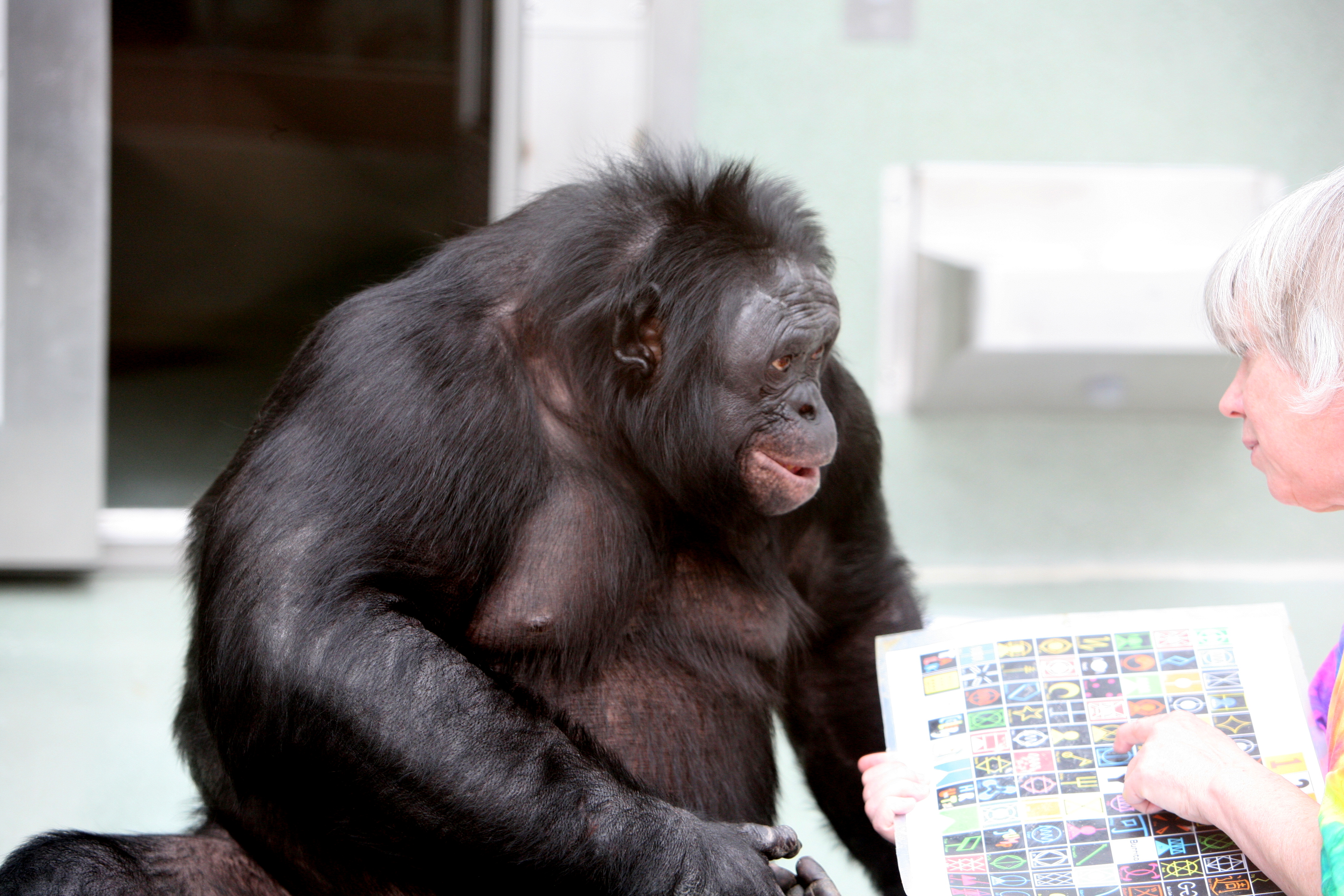
Bonobo Kanzi se comunicando com a psicóloga Sue Savage-Rumbaugh usando um teclado portátil com símbolos arbitrários, por meio de um sistema de lexigrama

Tentativas de ensinar a linguagem oral humana a primatas não humanos "fracassaram" sucessivamente. Entretanto, o ensino de outras modalidades de linguagem obtiveram mais sucesso, o que pode estar associado à grande diferença existente entre o aparato vocal humano e o de outros grandes primatas (great apes).
Essas tentativas de ensino tiveram como foco principalmente os grandes primatas, conhecidos por serem geneticamente mais próximos dos seres humanos. As pesquisas envolveram a tentativa de ensino de diferentes modalidades de linguagem humana a chimpanzés, bonobos, gorilas e orangotangos. Línguas dos sinais e língua oral foram foco, além de linguagens criadas especialmente para os primatas não humanos, como os lexigramas.
Algumas pesquisas realizadas no século XX evidenciaram que esses primatas são capazes de compreender alguns elementos da linguagem humana, associando sons ou gestos a significados específicos. Foi descoberto que chimpanzés, bonobos, gorilas e orangotangos apresentam essas capacidades, apesar de terem sido extremamente raros os casos em que passassem a se comunicar por meio delas.
Um desses raríssimos casos, e que merece destaque, é o caso da chimpanzé fêmea Washoe, a qual foi criada pelos pesquisadores R. Allen Gardner e Beatrix Gardner como uma criança humana. Possuindo o conhecimento de que o aparato vocal dos chimpanzés é muito diferente do encontrado em seres humanos, e logo, limitado para a produção de sons de línguas orais humanas, eles decidiram ensiná-la a língua americana de sinais (ASL). A chimpanzé aprendeu cerca de 350 sinais, e chegou até mesmo a ensinar alguns deles ao seu filho.
Outra dessas raras situações é o caso de Kanzi, um bonobo macho que apresentou uma capacidade linguística muito avançada. Kanzi foi ensinado pela psicóloga americana Sue Savage-Rumbaugh a se comunicar por meio de um teclado com símbolos geométricos que indicavam algum significado, um sistema de lexigrama. Kanzi, depois de alguns anos de aprendizagem, dominou o uso de 348 símbolos diferentes, que se referem a objetos e atividades que fazem parte da vida dele, como objetos dos quais gosta. Além dos símbolos, Kanzi é capaz de compreender milhares de palavras do inglês.

## Transmissão cultural da comunicação em primatas
Ao longo das últimas décadas diversos estudos evidenciaram a presença de fenômenos semelhantes à cultura em animais selvagens, em especial nos grandes primatas. Apesar de não haver consenso sobre a definição do termo “cultura”, muitos pesquisadores concordam que determinadas espécies apresentam comportamento cultural ao adotar uma definição amplamente aceita, tal qual proposta por Fragaszy e Perry (2003): “um padrão distinto de comportamento compartilhado por dois ou mais indivíduos em uma unidade, que persiste ao longo do tempo e que novos praticantes adquirem em parte através da aprendizagem socialmente assistida”. No caso de primatas, existem boas evidências de que diversos comportamentos são transmitidos de forma social levando a manutenção de tradições grupo-específicas.
Em relação à elementos comunicativos, alguns estudos em chimpanzés selvagens evidenciam diferenças significativas entre as vocalizações de populações vizinhas de chimpanzés. Os autores afirmam que tais diferenças podem estar em parte associadas ao processo de aprendizado e transmissão de comportamentos no interior dos grupos, configurando portanto um exemplo de transmissão de elementos comunicativos. Vale, entretanto, ressaltar que não há consenso em relação a esse ponto, e que a atribuição do fenômeno cultural à esses animais não ignora a presença de diferenças significativas entre as características da cultura humana e da observada nos demais grandes primatas.

## Importância para a compreensão da evolução da linguagem humana

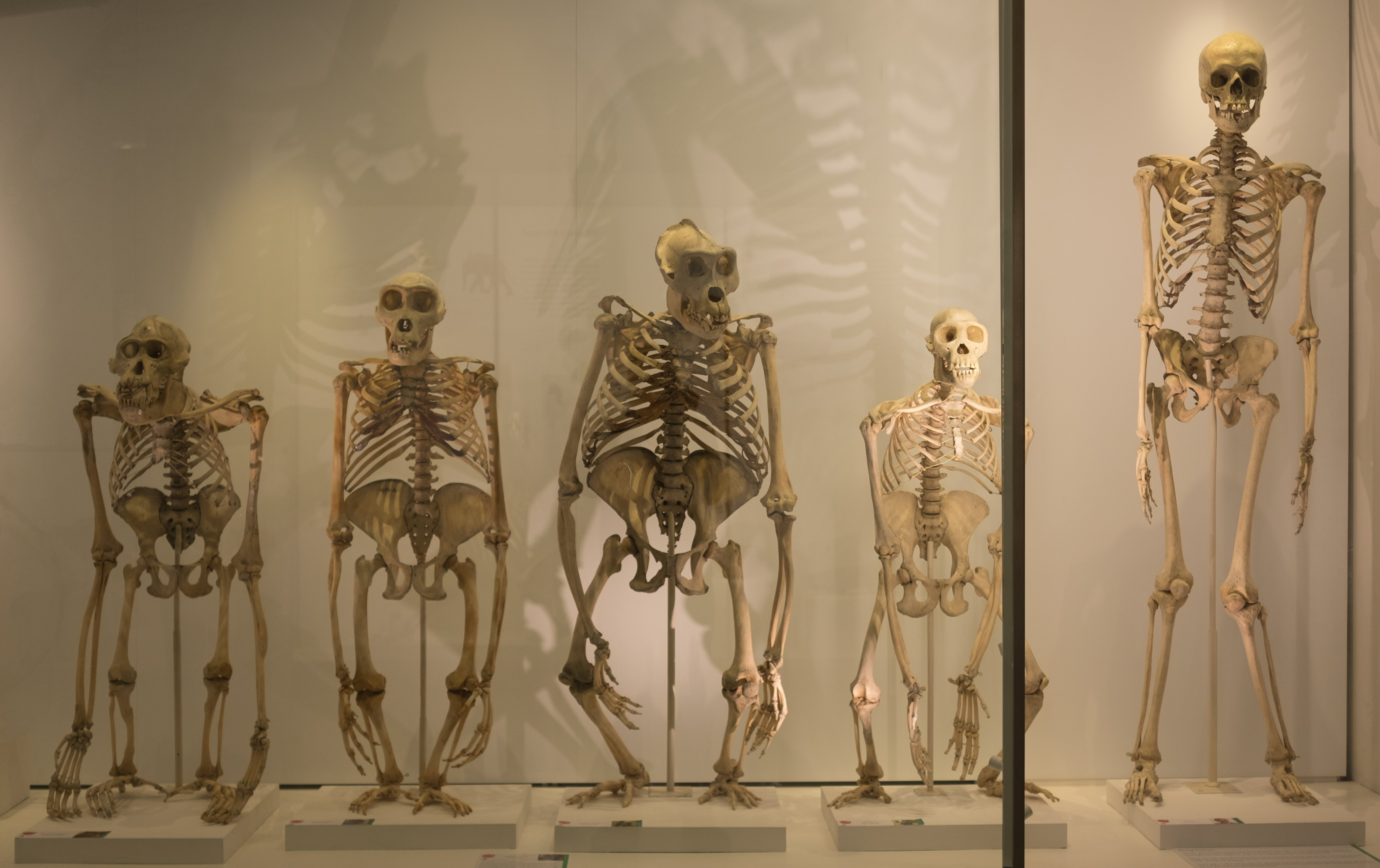
Esqueletos de grandes primatas (hominídeos) no Museu de Zoologia da Universidade de Cambridge.

Um dos grandes desafios enfrentados pela ciência é a reconstrução de histórias sobre as quais não há nenhum registro físico. A evolução da linguagem humana é um desses casos intrigantes, uma vez que ela não deixa nenhum registro fóssil, e que os estudos genéticos sobre a capacidade linguística são muito limitados. É evidente que a linguagem humana não evoluiu repentinamente em Homo sapiens, afinal, a capacidade linguística é muito complexa e composta por diversas características que não podem ter se desenvolvido em um período de apenas 300.000 anos, tempo estimado para a existência da espécie humana. Por exemplo, para que nós possamos falar são necessárias adaptações nos músculos faciais, no trato vocal (como na laringe), entre muitos outros.
Pesquisas relacionando a fala com uma base neural estão sendo realizadas, entretanto ainda não existe uma compreensão sólida. Uma hipótese inicial relacionava a ausência da fala em primatas não humanos com a posição mais alta da laringe, o que limitaria o alcance da articulação do som do trato vocal, mas foi posteriormente refutada . Sendo assim, os macacos podem reproduzir vogais similares às utilizadas pelos seres humanos através de vocalizações , e tal limitação anatômica não é suficiente para definir a sua incapacidade de fala. 
Estudos recentes têm indicado que grande parte da estrutura neural para a fala no córtex frontal já está presente em primatas não humanos, incluindo um homólogo claro da área de Broca    . O que sugere que a partir de modificações anatômicas relativamente sutis, o ser humano desenvolveu a capacidade da fala.
Através de uma análise do padrão sulcal por ressonância magnética funcional, foi demonstrado que grande parte do córtex frontal, frontal medial, frontal posterior, dorsolateral e córtex frontopolar, exibem os mesmos princípios básicos da organização encontrada nos cérebros de chimpanzés, babuínos, macacos e humanos.  Porém, ocorre uma variação no córtex pré-frontal em macacos da família Cercopithecidae, grandes símios e humanos. 
A extensão pré-frontal do opérculo frontal (PFOp), pode ser observada no nível do córtex pré-frontal ventrolateral. No cérebro humano, o PFOp pode ser subdividido em quatro áreas (Op7, Op8, Op9, Op10), podendo pertencer ao maior complexo de Broca e totalmente opercularizado. Já em macacos Cercopithecidae , o PFOp é ausente e, em chimpanzés o PFOp se apresenta de forma mais semelhante ao humano, porém incompleta. 
A morfologia PFOp semelhante a humana também é encontrada em certos hominídeos com cérebro menor do gênero Homo ( Homo naledi, Homo erectus), mas não ocorre em hominídeos anteriores do gênero Australopithecus ( Autralopithecus sediba, Australopithecus africanus ) . É possível inferir que PFOp com características morfológicas próximas ao Homo Sapiens se deu em algum momento após o surgimento do gênero Homo, e não apresenta somente correlação com o tamanho do cérebro em espécies posteriores, como Homo sapiens e Neandertais, cerca de 400.000 a 800.000 anos atrás. 
Podemos vislumbrar a possibilidade de que PFOp é uma característica recente e intrínseca dos seres humanos (provavelmente limitada ao gênero Homo), que possui uma associação com funções cognitivas e motoras que se relacionam com a habilidade de fala moderna. 
Logo, a comparação entre o sistema de comunicação de seres humanos e de outros primatas destaca-se como uma linha de pesquisa muito interessante para compreensão da origem e evolução da linguagem humana. Os indícios recentes de maior complexidade na comunicação vocal em chimpanzés, quando comparados aos demais primatas levantam diversas dúvidas quanto ao possível surgimento de mecanismos linguísticos no último ancestral comum dos hominídeos. As respostas para tais questões dependerá do avanço das pesquisas ao longo das próximas décadas, sendo a investigação da comunicação entre primatas de diversas espécies uma ferramenta valiosa nesse processo.